# کریستین فون بولو
کریستین فون بولو (دانمارکی: Christian von Bülow؛ ۱۴ دسامبر ۱۹۱۷ – ۱۳ ژانویه ۲۰۰۲) قایقران قایق بادبانی اهل دانمارک بود.